# Peritornenta bacchata
Peritornenta bacchata är en fjärilsart som beskrevs av Edward Meyrick 1914. Peritornenta bacchata ingår i släktet Peritornenta och familjen plattmalar. Inga underarter finns listade i Catalogue of Life.